# Mareil-Marly
Mareil-Marly is een gemeente in het Franse Kanton Pecq dat behoort tot het departement Yvelines (regio Île-de-France) en telt 3180 inwoners (1999). De plaats maakt deel uit van het arrondissement Saint-Germain-en-Laye.

## Geografie
De oppervlakte van Mareil-Marly bedraagt 1,8 km², de bevolkingsdichtheid is 1766,7 inwoners per km².
De onderstaande kaart toont de ligging van Mareil-Marly met de belangrijkste infrastructuur en aangrenzende gemeenten.

## Demografie
Onderstaande figuur toont het verloop van het inwonertal (bron: INSEE-tellingen).